# Episodi di Star Wars: The Bad Batch (seconda stagione)
La seconda stagione della serie animata Star Wars: The Bad Batch, composta da sedici episodi, è stata pubblicata sul servizio di streaming on demand Disney+ dal 4 gennaio al 29 marzo 2023.
| nº | Titolo originale       | Titolo italiano        | Pubblicazione    |
| -- | ---------------------- | ---------------------- | ---------------- |
| 1  | Spoils of War          | Trofei di guerra       | 4 gennaio 2023   |
| 2  | Ruins of War           | Rovine di guerra       | 4 gennaio 2023   |
| 3  | The Solitary Clone     | Il clone solitario     | 11 gennaio 2023  |
| 4  | Faster                 | Più veloce             | 18 gennaio 2023  |
| 5  | Entombed               | Sepolti                | 25 gennaio 2023  |
| 6  | Tribe                  | Stirpe                 | 1º febbraio 2023 |
| 7  | The Clone Conspiracy   | Il complotto dei cloni | 8 febbraio 2023  |
| 8  | Truth and Consequences | Verità e conseguenze   | 8 febbraio 2023  |
| 9  | The Crossing           | Il varco               | 15 febbraio 2023 |
| 10 | Retrieval              | Riconquista            | 22 febbraio 2023 |
| 11 | Metamorphosis          | Metamorfosi            | 1º marzo 2023    |
| 12 | The Outpost            | L'avamposto            | 8 marzo 2023     |
| 13 | Pabu                   | Pabu                   | 15 marzo 2023    |
| 14 | Tipping Point          | Punto di svolta        | 22 marzo 2023    |
| 15 | The Summit             | Il summit              | 29 marzo 2023    |
| 16 | Plan 99                | Piano 99               | 29 marzo 2023    |

## Trofei di guerra
- Titolo originale: Spoils of War
- Diretto da: Steward Lee
- Scritto da: Jennifer Corbett

### Trama
Dopo una soffiata della sua amica Phee Genoa, Cid invia la Clone Force 99 su Serenno per rubare parte dell'enorme fondo di guerra del Conte Dooku e per aiutare a finanziare un futuro tutto loro. Dopo qualche riluttanza, Hunter si unisce a loro e la squadra si reca sul pianeta, dove l'Impero sta già trasportando le ricchezze del Conte fuori dal pianeta. Durante il tentativo di mettere al sicuro il prezioso carico, la loro presenza viene rivelata e si scatena una battaglia durante la quale Omega, Tech ed Echo rimangono intrappolati all'interno di una nave mercantile che si prepara al decollo. Con fatica raggiungono un container, la loro unica via di fuga, in quanto contiene dei propulsori di rientro per effettuare un atterraggio sicuro, mentre Hunter e Wrecker cercano di seminare gli inseguitori tra le rovine bombardate della città vicina.

## Rovine di guerra
- Titolo originale: Ruins of War
- Diretto da: Nathaniel Villanueva
- Scritto da: Gina Lucita Monreal

### Trama
Il container si schianta sulla superficie di Serenno. Mentre cercano di tornare al Marauder corazzato, Omega, Tech ed Echo incontrano Romar Adell, un locale che si nasconde nei boschi, e mentre conversano con lui, i cloni hanno una prima impressione di come deve essere una vita libera. Omega sgattaiola fuori per recuperare altri fondi dalla cassa di guerra; Echo e Tech la inseguono, provocando uno scontro con le squadre di ricerca imperiali, alla fine grazie all'aiuto di Romar riescono a fuggire. Hunter e Wrecker combattono per liberarsi dall'accerchiamento e si riuniscono con i loro amici. Con la conferma della sopravvivenza della Clone Force 99, il vice ammiraglio Rampart, temendo una punizione per la sua incapacità di eliminarli, decide di mantenere segreto questo fatto al governatore Tarkin.

## Il clone solitario
- Titolo originale: The Solitary Clone
- Diretto da: Saul Ruiz
- Scritto da: Amanda Rose Muñoz

### Trama
Crosshair viene assegnato al Comandante Cody per una missione di salvataggio sull'ex pianeta separatista Desix, dopo che il governatore imperiale Grotton è stato catturato e preso in ostaggio. Dopo un assalto al pianeta, incontrano la governatrice di Desix, Tawni Ames, che difende la rivolta del suo mondo dopo che la Repubblica aveva rifiutato le sue proposte di pace durante le Guerre dei Cloni. Cody sostiene la necessità di una risoluzione pacifica, ma Crosshair uccide Ames su ordine di Grotton e Desix passa sotto il controllo imperiale. Tornato a Coruscant, Cody si chiede se l'Impero stia davvero facendo del bene alla galassia e poco dopo diserta.

## Più veloce
- Titolo originale: Faster
- Diretto da: Steward Lee
- Scritto da: Matt Michnovetz

### Trama
Mentre Hunter ed Echo sono via per un altro incarico, Cid porta Omega, Tech e Wrecker a una gara di speeder su Safa Toma per visitare il suo presuntuoso droide corridore, TAY-0. Cid viene sfidata da Millegi, uno dei suoi rivali in affari, e dal suo pilota Jet Venim; durante la gara successiva, Millegi ordina a Venim di imbrogliare, facendo così perdere TAY-0. Quando Millegi viene a riscuotere il pagamento della scommessa, Omega lo sfida ad un'altra gara per la libertà di Cid, ma poco prima dell'evento TAY-0 viene distrutto da un corridore che finisce fuori pista. Tech prende il posto di TAY-0 come pilota di Cid e, usando il suo intelletto calcolatore per compensare la sua mancanza di esperienza, vince la gara. Millegi rispetta la sua parte dell'accordo, ma avverte i cloni che un giorno Cid potrebbe rivoltarsi contro di loro.

## Sepolti
- Titolo originale: Entombed
- Diretto da: Nathaniel Villanueva
- Scritto da: Christopher Yost

### Trama
Mentre cercano in una discarica dei materiali di recupero utili Omega e Wrecker trovano un'antica bussola contenente una serie di coordinate verso l'inesplorato Kaldar Trinary che porta la promessa di un tesoro. Phee Genoa e Omega convincono la Clone Force 99 a partire per il sistema, dove la bussola li conduce a Skara Nal, il luogo di riposo di un cristallo leggendario, il Cuore della Montagna. Trovano la pietra, ma dopo averla rimossa, Skara Nal si rivela un antico mech del giorno del giudizio, che inizia a correre all'impazzata. Il gruppo e Genoa riescono a rimettere al suo posto il cristallo, che disattiva e distrugge la macchina.

## Stirpe
- Titolo originale: Tribe
- Diretto da: Steward Lee
- Scritto da: Matt Michnovetz

### Trama
La Clone Force 99 incontra l'Asse dell'Avanguardia per un lavoro, finché Omega non finisce per aiutare Gungi, un giovane Jedi Wookiee, a fuggire dai suoi rapitori. Con l'intenzione di riportarlo nel suo mondo natale Kashyyyk, una volta arrivato lo trova devastato per colpa di un gruppo di mercenari trandoshani che lavorano per l'Impero. Dopo aver conquistato la fiducia di una tribù locale, i cloni si uniscono ai Wookie e alla fauna indigena nella lotta contro gli avversari imperiali. Alla fine gli aggressori vengono sconfitti e Gungi si riunisce alla sua gente.

## Il complotto dei cloni
- Titolo originale: The Clone Conspiracy
- Diretto da: Nathaniel Villanueva
- Scritto da: Ezra Nachman

### Trama
Al Senato Imperiale, Rampart insiste per far approvare una legge che autorizza il reclutamento militare dei cittadini imperiali, il che significa che i cloni saranno ufficialmente dismessi. La senatrice Riyo Chuchi, che difende i diritti fondamentali dei cloni, viene avvicinata dal clone Slip, il cui amico Cade è stato ucciso su ordine di Rampart quando ha minacciato di rivelare la vera storia riguardo la distruzione di Kamino. Chuchi inizia a indagare sul complotto di Rampart, allertando l'ammiraglio, che invia un assassino a caccia di Slip. Proprio mentre Chuchi cerca di convincere Slip a testimoniare, l'assassino lo uccide. Prima che Chuchi possa subire la stessa sorte, viene salvata da Rex, che Slip ha chiamato in aiuto. Rex e Chuchi si preparano a interrogare l'assassino, un clone, che però si uccide prima che Rex possa ottenere informazioni da lui.

## Verità e conseguenze
- Titolo originale: Truth and Consequences
- Diretto da: Steward Lee
- Scritto da: Damani Johnson

### Trama
Rex contatta la Clone Force 99 per chiedergli di unirsi a lui e a Chuchi, dopo averli informati del complotto di Rampart. Per fornire prove contro di lui, Rex chiede alla Clone Force 99 di recuperare una copia che aveva effettuato Slip del registro di comando di Rampart dal suo star destroyer, che è in manutenzione. Mentre Omega accompagna Chuchi, che cerca di ottenere il sostegno di altri senatori, Rex e il resto della squadra salgono di nascosto sull'incrociatore per recuperare i dati. La mattina seguente, Chuchi svela al Senato l'attacco di Rampart a Kamino, che viene arrestato per ordine dell'Imperatore Palpatine. Sfruttando la rivelazione delle atrocità eseguite da Rampart a suo vantaggio, Palpatine si impegna a far approvare la legge sul reclutamento militare per la difesa. Prima che la Clone Force 99 lasci Coruscant, Echo decide di restare con Rex e Chuchi per aiutarli a combattere per un futuro migliore per i cloni.

## Il varco
- Titolo originale: The Crossing
- Diretto da: Nathaniel Villanueva
- Scritto da: Brooke Roberts

### Trama
Cid invia la Clone Force 99 a estrarre il minerale ipsium da una miniera che ha recentemente acquistato, ma durante la spedizione la loro nave, la Marauder, viene rubata. Costretti a dirigersi verso uno spazioporto, rimangono intrappolati all'interno di un'altra miniera quando l'ipsium che avevano estratto esplode a causa di una tempesta di fulmini. Avendo difficoltà a gestire i recenti cambiamenti improvvisi dovuti alla partenza di Echo, Omega scopre una cava di ipsium, mentre cerca di raccoglierla, lei e Tech si separano dagli altri e parlano di come adattarsi ai cambiamenti della vita prima di trovare una via d'uscita alternativa. Successivamente, la squadra raggiunge lo spazioporto, che si scopre essere abbandonato, ma riescono a contattare Cid, che accetta a malincuore di venirli a prendere tra qualche giorno.

## Riconquista
- Titolo originale: Retrieval
- Diretto da: Steward Lee
- Scritto da: Moisés Zamora

### Trama
La Marauder, rubata da un giovane ragazzo di nome Benni Baro, viene portata al suo nuovo proprietario, Mokko. Mokko decide di smontare la nave per ricavarne parti da vendere. Omega escogita un modo per rintracciare la Marauder; la Clone Force 99 si infiltra nella base mineraria di Mokko e costringono Benni a guidarli fino alla nave. Benni, sperando di ottenere il favore di Mokko, tradisce la Clone Force 99, ma poco prima di essere catturata, Omega scopre che Mokko ha sfruttato i suoi lavoratori per il proprio profitto. Dopo questa scoperta, Benni mette i suoi compagni contro Mokko, che cade a terra morto. La Clone Force 99 sistemano la loro nave e lasciano il pianeta.

## Metamorfosi
- Titolo originale: Metamorphosis
- Diretto da: Saul Ruiz
- Scritto da: Sabir Pirzada

### Trama
Il dottor Royce Hemlock si reca in una struttura imperiale sul Monte Tantiss per incontrare Nala Se. Cerca di convincerla a partecipare ai progetti di clonazione dell'Imperatore, ma lei rifiuta. Nel frattempo, un trasporto segreto diretto al Monte Tantiss finisce per arenarsi e Cid assegna alla Clone Force 99 il compito di recuperare il suo carico. Esplorando il relitto, scoprono che il "carico" è uno Zillo beast ancora piccolo, clonato segretamente da Kamino per servire come risorsa di armamento vivente. Una forza d'assalto imperiale viene inviata a recuperarla e a catturare tutti i testimoni nelle vicinanze, costringendo la Clone Force 99 a ritirarsi. Poco dopo, Lama Su viene portato sul Monte Tantiss per convincere Nala Se a collaborare. Egli svela l'esistenza di Omega al Dr. Hemlock, in cambio della sua libertà.

## L'avamposto
- Titolo originale: The Outpost
- Diretto da: Nathaniel Villanueva e Brad Rau
- Scritto da: Jennifer Corbett

### Trama
Crosshair viene assegnato al tenente Nolan e si reca in un remoto avamposto imperiale su Barton-4 al comando di un clone di nome Mayday. L'avamposto viene attaccato e vengono rubate due casse da carico contenenti merci classificate. Nolan ordina a Crosshair e Mayday di recuperare il carico rubato. I due cloni eliminano i predoni e trovano il carico rubato, contenente alcune armature per il nuovo esercito di stormtrooper, ma una valanga costringe i due cloni ad abbandonare la missione. Mayday viene ferito gravemente e Crosshair lo trasporta all'avamposto, ma Nolan si rifiuta di fornire un medico a Mayday, che soccombe alle ferite. Stufo dell'arroganza e della mancanza di rispetto ed umanità di Nolan nei confronti dei cloni, Crosshair lo uccide prima di perdere conoscenza. Più tardi, si risveglia in una sala medica del Monte Tantiss, dove Emerie Karr gli ordina di collaborare con lei se vuole sopravvivere mentre viene sottoposto ad un intervento.

## Pabu
- Titolo originale: Pabu
- Diretto da: Steward Lee
- Scritto da: Amanda Rose Muñoz

### Trama
Dopo aver tagliato informalmente i rapporti con Cid, la Clone Force 99 e Omega aiutano Phee Genoa a recuperare un artefatto perduto. Genoa convince i cloni ad accompagnarla sulla pacifica isola di Pabu. Lì vengono ospitati dal sindaco Hazard e da sua figlia Lyana, che fa amicizia con Omega. Tuttavia, un maremoto minaccia i livelli inferiori della città. Hunter riesce a salvare Omega e Lyana in mare, mentre Tech e Wrecker aiutano Genoa e Hazard a evacuare la popolazione prima che il maremoto distrugga la città bassa. la Clone Force 99 accetta di rimanere su Pabu per aiutare nella ricostruzione della parte bassa della città.

## Punto di svolta
- Titolo originale: Tipping Point
- Diretto da: Saul Ruiz
- Scritto da: Jennifet Corbett e Matt Michnovetz

### Trama
Diversi cloni arrestati con l'accusa di disobbedienza all'Impero, tra cui Howzer, vengono salvati da un gruppo di cloni "ribelli" guidati da Rex, Echo e Gregor e portati su Coruscant, dove la senatrice Chuchi li interroga sul destino a cui erano destinati. Con solo pochi frammenti di dati criptati recuperati durante l'incursione, Echo si ricongiunge alla Clone Force 99 su Pabu. Sul Monte Tantiss, destinazione originale del trasporto, Crosshair viene interrogato da Hemlock sulla posizione della Clone Force 99, in particolare di Omega. Riesce a fuggire in un momento di disattenzione e invia un avvertimento ai suoi ex compagni prima di essere ricatturato e sottoposto a una tortura più intensa. Dopo aver ricevuto il messaggio e analizzato i dati recuperati da Echo, la Clone Force 99 viene a conoscenza dell'esistenza della Divisione Scientifica Avanzata segreta dell'Impero.

## Il summit
- Titolo originale: The Summit
- Diretto da: Nathaniel Villanueva
- Scritto da: Matt Michnovetz

### Trama
Per scoprire di più sulle attività della Divisione Scientifica, la Clone Force 99 segue il dottor Hemlock fino ad un imminente summit organizzato da Tarkin su Eriadu. L'incontro riguarda la creazione di una rete di controllo totale sulla galassia, in cui la ricerca segreta dell'ASD sulla tecnologia di clonazione dei Kaminoani dovrebbe svolgere un ruolo fondamentale. Mentre si intrufolano nella base dove si tiene il summit, la Clone Force 99 scopre che anche Saw Gerrera si è infiltrato nel complesso per assassinare gli alti ufficiali imperiali riuniti. Gli intrusi vengono scoperti e viene dato l'allarme, ma Gerrera fa esplodere degli esplosivi che causano un cortocircuito alla funivia della base che la Clone Force 99 stava usando per fuggire, bloccando così il loro piano di fuga.

## Piano 99
- Titolo originale: Plan 99
- Diretto da: Steward Lee
- Scritto da: Jennifer Corbett

### Trama
Bloccati sulla funivia e circondati da soldati imperiali, Tech sacrifica la propria vita per consentire al resto della squadra di fuggire. Ritiratasi su Ord Mantell per curare le ferite e affrontare la perdita, la Clone Force 99 viene tradita da Cid, così Hemlock riesce a catturare Hunter e Wrecker, costringendo Omega ad uscire allo scoperto. Echo e AZI salvano i loro compagni, ma Omega viene catturata e portata sul monte Tantiss, dove incontra Nala Se e Crosshair. Inoltre, Emerie Karr si rivela ad Omega come un altro clone e come sua sorella genetica.